# Скупчення курганів Оямато
Скупчення курганів Оямато (яп. 大和古墳群, оояматокофунґун) — скупчення курганів (кофун) в південній частині японського міста Тенрі. Визначене як одне з пам'яток історії Японії. Найбільший у цьому скупченні — курган Нісітоноцука. Розташоване біля підніжжя гори на південному сході місцевості Нарабонті. Нарівні зі скупченнями курганів Макімуку та Янагімото, що розташовані на південь від нього, вишикувалось з півдня на північ вздовж правого берега річки Хасе.